# Parc national de Lomsdal-Visten
Le parc national de Lomsdal-Visten est un parc national situé dans le comté de Nordland, en Norvège. Créé le 26 juin 2009, il s'étend sur 110 200 hectares. Le paysage est dominé par une grande diversité et de nombreuses rivières. Il y a des fjords escarpés avec des forêts de feuillus, des forêts de conifères, des terrains montagneux et des sommets alpins. La géologie riche et variée était une autre raison de protéger la région. Un terrain karstique avec des grottes, des rivières souterraines, des arches naturelles inhabituelles se trouvent ici.
Des traces de la culture sami peuvent être trouvées dans le parc national depuis l’époque où les Samis étaient chasseurs et cueilleurs jusqu’à leur élevage moderne de rennes semi-domestiqués.

## Galerie

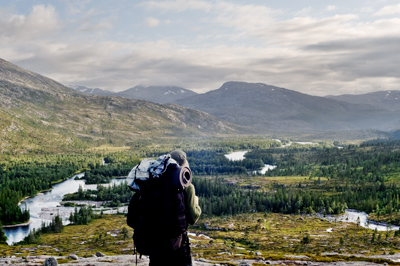